# H-альфа

Випромінювання H_{α}: в межах спрощеної моделі Бора атома водню лінії серії Бальмера виникають при переході електрона між другим енергетичним рівнем та вищими. Перехід, Зображений на схемі, створює фотон H_{α} (перша лінія серії Бальмера). Утворений в даному переході фотон має довжину хвилі 656 нм (червона область спектру).

H-альфа (Hα, Бальмер-альфа) — спектральна лінія серії Бальмера атома водню, довжина хвилі якої становить 656,28 нм. Належить видимій частині спектра, має темно-червоний колір. Випромінювання цієї лінії виникає при переході електрона з третього на другий енергетичний рівень. В астрономії випромінювання в лінії Hα спостерігається в спектрах емісійних туманностей, що використовується для дослідження властивостей явищ в атмосфері Сонця (наприклад, протуберанців).

## Механізм випромінювання
Лінія Hα відповідає переходу Бальмер-альфа в серії Бальмера — з рівня n = 3 на рівень n = 2. Вона має довжину хвилі 656,281 нм, що припадає на червону частину спектра електромагнітного випромінювання.
Оскільки енергія, необхідна для переходу електрона з першого на третій рівень, ненабагато менша за енергію іонізації атома, то ймовірність іонізації атома більша, ніж ймовірність переходу електрона на третій рівень. Після іонізації електрон та протон рекомбінують з утворенням нового атома водню. У новому атомі спочатку електрон може опинитись на будь-якому енергетичному рівні, і перехід до першого рівня здійснюється каскадом, на кожному етапі якого відбувається випромінювання фотона. У тому випадку, коли каскад переходів включає перехід з рівня n = 3 на n = 2, атом випромінює фотон Hα.

Чотири лінії випромінювання серії Бальмера водню у видимій частині спектру. Червона лінія праворуч — H_{α}.

## Застосування в астрономічній спектроскопії

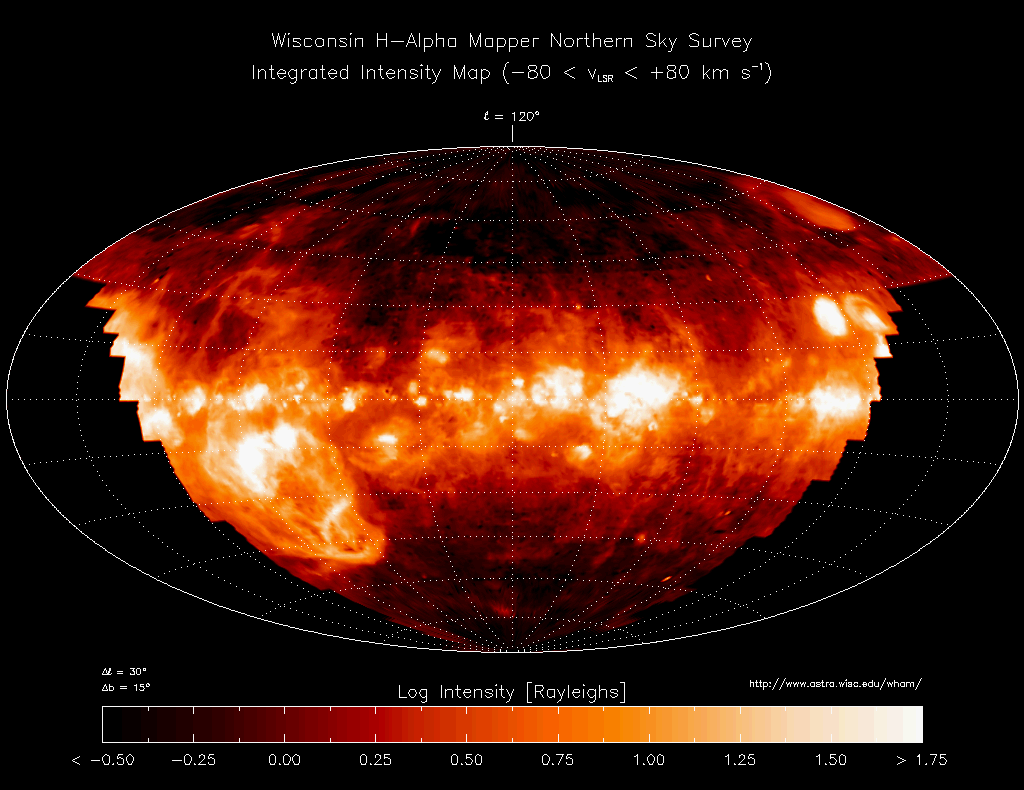
Зображення Чумацького Шляху в діапазоні H_{α}. Показує поширення іонізованого водню в міжзоряному середовищі в різних частинах нашої Галактики.

Реєстрація випромінювання в лінії Hα дозволяє астрономам досліджувати вміст іонізованого водню в хмарах міжзоряного газу.
Оскільки випромінювання лінії Hα відчуває самопоглинання, то, попри можливість оцінити з його допомогою форму і протяжність хмари міжзоряного газу, неможливо точно визначити масу. Тому для визначення маси хмари зазвичай використовують лінії інших молекул — діоксиду вуглецю, монооксиду вуглецю, формальдегіду, аміаку, ацетонітрилу.

## Фільтр Hα
|  |  |

Фільтр Hα — світлофільтр, що пропускає випромінювання у вузькій смузі, центрованій на лінію Hα. Подібні фільтри характеризують за шириною діапазону пропускання, який варіюється від кількох десятих до десятків нанометрів.
Такі фільтри зазвичай є дихроїчними (інтерференційними), складеними з великої кількості (~50) шарів. Шари підбирають таким чином, щоб створюваний ними інтерференційний ефект дозволяв пропускати тільки випромінювання з довжинами хвиль у певному діапазоні.
Дихроїчні фільтри широко використовують в астрофотографії та для зменшення ефектів світлового забруднення (наприклад, «CLS», «UHC»). Але такі фільтри зазвичай мають широкі спектральні вікна пропускання, тоді як для спостереження сонячної атмосфери фільтри роблять з вузькою смугою пропускання.
Найбільш вузькосмугові фільтри Hα мають додатковий компонент — резонатор Фабрі — Перо. Фільтри такого типу можуть мати смугу пропускання менше 0,1 нм. Оскільки випромінювання Hα часто пов'язане з регіонами на Сонці, що мають високі власні швидкості й при цьому різні напрямки вектора швидкості (наприклад, сонячні протуберанці, лівий і правий краї Сонця), то резонатори Фабрі — Перо зазвичай створюють з можливістю зсуву частоти смуги пропускання для можливості компенсації ефекту Допплера. Ще вужчої смуги пропускання можна досягти за допомогою фільтра Ліо.